# Джесика Тенди
Джесика Алис Тенди (на английски: Jessica Alice Tandy) е английска и американска театрална и филмова актриса. 

## Биография
Носителка е на редица награди, между които Златен глобус, Оскар, Еми и Тони. Тя получава Оскар през 1989 г. за ролята си в „Да возиш мис Дейзи“, когато е почти на 80 години, което я прави най-възрастната актриса, получила Оскар. Нейната кариера започва, когато е едва 16-годишна, и продължава 65 години. Тенди се появява в повече от 100 сценични продукции и има повече от 60 роли във филми и телевизия.
Тя получава награда Тони за най-добра водеща актриса за ролята си на Бланш Дюбоа в оригиналната продукция на Бродуей Трамвай „Желание“ през 1948 г. Споделя наградата с Катрин Корнел (за главна женска роля в Антоний и Клеопатра) и Джудит Андерсън (за портрета на Медея). През следващите три десетилетия кариерата ѝ продължава спорадично и включва второстепенна роля във филма на ужасите на Алфред Хичкок „Птиците“ (1963) и в „The Gin Game“ (1977 г.).
В средата на 80-те години се появява с Кронин в продукцията на Бродуей „Foxfire“ през 1983 г. и телевизионната му адаптация четири години по-късно, печели едновременно награда Тони и награда Еми за портрета си на Ани Нейшънс. През тези години тя се появява във филми като „Какавидите“ (1985). В разгара на успеха си е обявена от списание People за една от „50-те най-красиви личности“.
По рождение е англичанка, става гражданин на САЩ през 1952 г.
Има два брака и три деца.
Умира от рак през 1994 г.

## Избрана филмография
| Година | Филм               | Оригинално заглавие | Роля             | Режисьор       |
| ------ | ------------------ | ------------------- | ---------------- | -------------- |
| 1963   | Птиците            | The Birds           | Лидия Бренър     | Алфред Хичкок  |
| 1988   | Какавидите         | Cocoon              | Алма             | Рон Хауърд     |
| 1989   | Да возиш мис Дейзи | Driving Miss Daisy  | мис Дейзи Уортън | Брус Бересфорд |
| 1994   | Няма балами        | Nobody's Fool       | Берил Пипълс     | Робърт Бентън  |